# Кугаєвецька сільська рада
Кугаєве́цька сільська́ ра́да — колишня адміністративно-територіальна одиниця та орган місцевого самоврядування в Чемеровецькому районі Хмельницької області. Адміністративний центр — село Кугаївці.

## Загальні відомості
- Територія ради: 3,607 км²
- Населення ради: 1 647 осіб (станом на 2001 рік)
- Територією ради протікає річка Жванчик

## Населені пункти
Сільській раді були підпорядковані населені пункти:
- с. Кугаївці

## Склад ради
Рада складалася з 16 депутатів та голови.
- Голова ради: Собань Олександр Володимирович
- Секретар ради: Бистраківська Олена Миколаївна

### Керівний склад попередніх скликань
| Прізвище, ім'я, по батькові    | Основні відомості                                                         | Дата обрання | Дата звільнення |
| ------------------------------ | ------------------------------------------------------------------------- | ------------ | --------------- |
| Гураль Тетяна Олександрівна    | Сільський голова, 1958 року народження, освіта вища, позапартійна         | 26.03.2006   | 31.10.2010      |
| Гураль Тетяна Олександрівна    | Сільський голова, 1958 року народження, освіта вища, член Партії регіонів | 31.10.2010   | 24.04.2014      |
| Собань Олександр Володимирович | Сільський голова, 1968 року народження, освіта вища, безпартійний         | 26.10.2014   |                 |

Примітка: таблиця складена за даними сайту Верховної Ради України

### Депутати
За результатами місцевих виборів 2010 року депутатами ради стали:

#### За суб'єктами висування
| Суб'єкт висування | Кількість обраних депутатів | %    |
| ----------------- | --------------------------- | ---- |
| Самовисування     | 15                          | 93,8 |
| Народна партія    | 1                           | 6,3  |

#### За округами
| № округу       | Прізвище, ім'я, по батькові      | Дата визнання обраним | Освіта             | Партійна приналежність | Відомості про обраного депутата                           |
| -------------- | -------------------------------- | --------------------- | ------------------ | ---------------------- | --------------------------------------------------------- |
| Народна Партія |                                  |                       |                    |                        |                                                           |
| 11             | Цибульський Віктор Анатоліфйович | 02.11.2010            | вища               | позапартійний          | Вишнівч. лісництво, бухгалтер                             |
| Самовисування  |                                  |                       |                    |                        |                                                           |
| 1              | Васільєва Надія Володимирівна    | 02.11.2010            | середня спеціальна | позапартійна           | Кугаєв.лік . амб., фельдшер                               |
| 2              | Задоянчук Василь Васильович      | 02.11.2010            | середня            | позапартійний          | Чем. РЕМ, гол.інже нер                                    |
| 3              | Гринович Любов Володимирівна     | 02.11.2010            | середня спеціальна | позапартійна           | Чем. РЕМ, контролер                                       |
| 4              | Трач Ірина Анатоліївна           | 02.11.2010            | вища               | позапартійна           | Куг. ДНЗ, завідувач ка                                    |
| 5              | Борисов Володимир Антонович      | 02.11.2010            | вища               | позапартійний          | пенсіонер                                                 |
| 6              | Бистраківська Олена Миколаївна   | 02.11.2010            | середня            | позапартійна           | Куг. с\рада, секретар                                     |
| 7              | Мельник Таміла Григорівна        | 02.11.2010            | вища               | позапартійна           | Кугаєвецька сільська рада, землевпорядник                 |
| 8              | Цибульська Раїса Петрівна        | 02.11.2010            | вища               | позапартійна           | Куг.с/рада, рахівник -касир                               |
| 9              | Синишина Ніна Федорівна          | 02.11.2010            | вища               | позапартійна           | пенсіонер                                                 |
| 10             | Повар Анатолій Юхимович          | 02.11.2010            | середня            | позапартійний          | пенсіонер                                                 |
| 12             | Кіщук Ольга Миколаївна           | 02.11.2010            | вища               | позапартійна           | Куг. загальноосвітня школа, заст.. директ. По вих. роботі |
| 13             | Коруняк Ірина Миколаївна         | 02.11.2010            | вища               | позапартійна           | Куг. с/рада, гол. бухгалтер                               |
| 14             | Гураль Олександр Миколайович     | 02.11.2010            | вища               | позапартійний          | пенсіонер                                                 |
| 15             | Мостіпака Олександр Валентинович | 02.11.2010            | вища               | позапартійний          | Чемерівці РЦЗ, головний спеціаліст                        |
| 16             | Савчук Сергій Валентинович       | 02.11.2010            | вища               | позапартійний          | «Оболонь — Агро», головний ветеринарний лікар             |